# Kim Pan-keun
Kim Pan-Keun (5 de março de 1966) é um ex-futebolista profissional sul-coreano atuava como defensor e atualmente treinador.

## Carreira
Kim Pan-Keun fez parte do elenco da Seleção Coreana de Futebol da Copa do Mundo de 1994.